# Cession mexicaine

En rouge, les territoires de Cession mexicaine.
En orange, les territoires dits de l'achat Gadsden (acquis en 1853).

La Cession mexicaine  (en anglais : Mexican Cession, en espagnol Cesión mexicana) est le terme qui désigne les territoires non organisés qui, en plus de la république du Texas (et des territoires revendiqués par elle), furent cédés par le Mexique aux États-Unis lors de la signature du traité de Guadalupe Hidalgo le 2 février 1848, mettant fin à la guerre américano-mexicaine.

## Localisation
Cet immense territoire de 1,36 million de kilomètres carrés correspondait à une partie importante des États mexicains de Haute-Californie et de Santa Fe du Nouveau-Mexique, c'est-à-dire aujourd'hui au sud-ouest des États-Unis : la totalité de la Californie, du Nevada et de l'Utah ; une majorité de l'Arizona ; ainsi que d'une partie du Colorado, du Nouveau-Mexique et du Wyoming. Les autres portions de ces anciens États mexicains situés à l'est du Rio Grande et du 107e méridien (qui passe par la source du fleuve) furent directement absorbés par le Texas qui les revendiquait depuis son indépendance : ils ne font donc pas partie de la Cession mexicaine.

## Découverte de l'or et explosion démographique
La découverte de l'or par James W. Marshall, gérant d'une scierie appartenant à l'aventurier helvéto-américain John Sutter, située à Sutter's Mill, près de la ville de Coloma, dans le nord du futur État de Californie, une semaine avant la signature du traité de Guadeloupe, le 24 janvier 1848, aura des répercussions importantes dans la colonisation de cette partie de l'Ouest américain.
Ainsi, la confirmation officielle de la découverte par le président James K. Polk dans un message au Congrès américain, le 5 décembre suivant, provoqua dans les mois qui suivirent un afflux massif de pionniers américains ou étrangers (les « forty-niners » ou « 49ers ») assoiffés par le métal précieux, dont on estime le nombre à  90 000 personnes : ce fut la ruée vers l'or californien.
C'est pourquoi, entre 1848 et 1850, le nombre d'habitants des villes de la région explose : la population de San Francisco est multipliée par 20 passant de 1 000 à 20 000 âmes. Stockton et Sacramento s'agrandissent également de manière semblable.

## Organisation territoriale
Le 9 septembre 1850, par un Act du Congrès américain, résultant du Compromis de 1850, la Cession mexicaine fut organisée en trois entités territoriales. Ainsi, la partie côtière formant la Californie devient le 31e État des États-Unis, le reste formant deux territoires organisés de part et d'autre du 37e parallèle nord : celui de Utah (au nord) et celui du Nouveau-Mexique (au sud). D'autres portions de territoires situés au-delà du 37,5e parallèle nord, à l'est du Continental Divide, restèrent inorganisés à l'instar de l'ancien territoire du Missouri.